# آسپرین (مجموعه نمایش خانگی)
آسپرین مجموعه‌ ای نمایش خانگی ساخته سال ۱۳۹۴-۱۳۹۵ در ۱۷ قسمت ۵۸ تا ۴۹ دقیقه‌ای به کارگردانی و تهیه‌کنندگی فرهاد نجفی است.
این دومین سریال بعد از ماتادور است که فرهاد نجفی کارگردان آن بوده است.

## خلاصه داستان
نیما در اتاقی غریب به هوش می‌آید بدون اینکه از خود و گذشته چیزی به یاد بیاورد و تنها امید او پزشکی است که سعی دارد به او کمک کند و این موضوع باعث می شود ...

## بازیگران
| بازیگر                            | نقش                     | شخصیت                                                                |
| --------------------------------- | ----------------------- | -------------------------------------------------------------------- |
| علی‌رام نورایی                     | نیما                    | شخصیت اصلی ، بیمار دکتر صبوری ، دوست سامان و مهرداد ، قاتل دکتر احدی |
| مجید صالحی                        | آرمان                   | مامور اطلاعات                                                        |
| همایون ارشادی                     | دکتر اردلان             | پدر سارا ٫ عضو پروژه آسپرین                                          |
| فرخ نعمتی                         | دکتر صبوری              | دکتر مغز و اعصاب ٫ عضو پروژه آسپرین                                  |
| زیبا بروفه                        | سارا                    | دختر دکتر اردلان ٫ خواهر جعلی نیما ، مادر سهند                       |
| سیما خضرآبادی                     | آیدا                    | عاشق نیما ٫ کارمند داروخانه                                          |
| روناک یونسی                       | نازلی                   | همسر آرمان                                                           |
| هادی کاظمی                        | فرهاد                   | همکار سارا                                                           |
| شقایق فراهانی                     | دکتر مریم حامد          | همسر سابق امیر ٫ عضو پروژه آسپرین                                    |
| سحر قریشی                         | نیازی                   | دیلر دکتر اردلان                                                     |
| سارا خوئینی‌ها                     | دکتر مینایی             | دکتر پزشک قانونی                                                     |
| سید مهرداد ضیایی                  | حاج محسن                | رئیس آرمان                                                           |
| شهرام قائدی                       | یاسر حمزه               | مامور اداره اطلاعات                                                  |
| مهران نائل                        | کیان                    | همسر سابق سارا ، پدر سهند                                            |
| بابک نوری                         | سماوات                  | نزول خور                                                             |
| هادی دیباجی                       | گودرزی                  | دستیار آرمان                                                         |
| مهدی ماهانی                       | سلیم                    | دست راست دکتر اردلان                                                 |
| رضا اخلاقی راد                    | وحید                    | پلیس ٫ دوست مهرداد و سامان                                           |
| علی انصاریان                      | کامی                    | پرستار نیما                                                          |
| مهدی علیپور                       | فریبرز                  | مامور اداره اطلاعات                                                  |
| رضا بادامچی                       | ناصری                   | دستیار دکتر اردلان                                                   |
| میثم رازفر                        | سامان                   | دوست وحید و مهرداد                                                   |
| سلمان فرخنده                      | مهرداد                  | دوست وحید و سامان                                                    |
| پیام احمدی‌نیا                     | سینا                    | همکار سارا                                                           |
| ارمیا قاسمی                       | آریا                    | نامزد سابق سوگل ٫ همکار سارا                                         |
| ایزابلا پیکیونی(بازیگر ایتالیایی) | تِئا                     | دستیار و قاتل دکتر صبوری                                             |
| مهسا باقری                        | سوگل                    | نامزد سابق آریا ٫ دختر خاله نازلی                                    |
| مهدیه نساج                        | مهناز                   | همسر فریبرز                                                          |
| رامتین کیان‌پور                    | حمید                    | همکار کیان                                                           |
| علی محمدی                         | مصطفی قاضیان            | پسردایی حمید                                                         |
| بهروز زهره‌وند                     | دکتر امیر پارسا         | همسر سابق مریم ٫ عضو پروژه آسپرین                                    |
| علی گلبهاران                      | شهاب                    | دستیار دکتر اردلان                                                   |
| وحید شیخ زاده                     | ایوب                    | شریک سارا                                                            |
| بابک قادری                        | فروشنده پارک            | فروشنده مواد مخدر در پارک                                            |
| هوشنگ سالک                        | پدر آیدا                |                                                                      |
| محسن میری                         | مانی                    |                                                                      |
| رضا یار خلج                       | فرشید                   | راننده کیان                                                          |
| علیرضا جلیلوند                    | دستیار ایوب             |                                                                      |
| الهه فرش چی                       | پرستار همسر دکتر اردلان |                                                                      |
| مصطفی راد                         | حاج یونس                | همکار قبلی حاج محسن ، عموی گودرزی                                    |
| سیروس همتی                        | عباس                    | همکار حاج محسن                                                       |
| رضا میرفخرایی                     | مامور دوم               | همکار یاسر حمزه                                                      |
| افشین نخعی                        | دکتر عبدی               | همکار دکتر اردلان                                                    |
| بهشاد مختاری                      | امید                    | صاحب قهوه خانه                                                       |
| وحید میهن دوست                    | مهیار                   | کاشف جسد دکتر صبوری                                                  |
| سهیلا هادی زاده                   | خواهر نیما              |                                                                      |

## آهنگ تیتراژ

### تیتراژ ابتدایی
| شماره | نام                                 | خواننده    | مدت  |
| ----- | ----------------------------------- | ---------- | ---- |
| ۱.    | «فال» (تیتراژ ابتدایی قسمت ۱ تا ۱۷) | هديه حيدرى | ۴:۰۸ |

### تیتراژ پایانی و میانی
| شماره | نام                                                                       | خواننده    | مدت  |
| ----- | ------------------------------------------------------------------------- | ---------- | ---- |
| ۱.    | «آسپرین» (تیتراژ پایانی از قسمت ۱ تا ۵)                                   | هديه حيدرى | ۳:۰۰ |
| ۲.    | «هکو هکو» (تیتراژ پایانی ۱۱ و ۱۳ و ۱۶ و ۱۷)                               | هديه حيدرى | ۴:۰۱ |
| ۳.    | «رقص در آتش» (تیتراژ پایانی ۶ و ۷ و ۸ و ۱۰ و ۱۴ و ۱۵ و پخش شده در قسمت ۳) | هديه حيدرى | ۳:۳۰ |
| ۴.    | «آسپرین» (تیتراژ میانی قسمت ۱۰ و تیتراژ پایانی قسمت ۱۲)                   | هديه حيدرى | ۲:۵۹ |
| ۵.    | «موسیقی بی کلام» (تیتراژ پایانی قسمت ۹)                                   | هديه حيدرى | ۲:۴۰ |
| ۶.    | «آی» (تیتراژ میانی قسمت ۱۲)                                               | هديه حيدری | ۶:۱۲ |